# 止痢蚤草
止痢蚤草（学名：Pulicaria dysenterica）为菊科蚤草属的植物。分布在欧洲以及中国大陆的北京市等地，目前已由人工引种栽培。